# Matricariinae
Matricariinae Willk., 1870 è una sottotribù di piante angiosperme dicotiledoni della famiglia delle Asteraceae (sottofamiglia Asteroideae e tribù Anthemideae/clade  Eurasian grade).

## Etimologia
Il nome di questa sottotribù deriva dal suo genere tipo Matricara L. la cui etimologia deriva dalla parola latina "matrice, matrics" che significa "grembo, utero" e fa riferimento ad un antico uso medicinale nel trattamento delle infezioni uterine e dei disturbi femminili in generale.

Il nome scientifico del gruppo è stato definito per la prima volta dal botanico e accademico germanico Heinrich Moritz Willkomm (1821-1895) nella pubblicazione "Prodromus Florae Hispanicae seu Sinossi Methodica omnium Plantarum in Hispania sponte Nascentium vel Frequentius Cultarum quae Innotuerunt Auctoribus. Stuttgartiae - 2: 92. 1870" del 1870.

## Descrizione

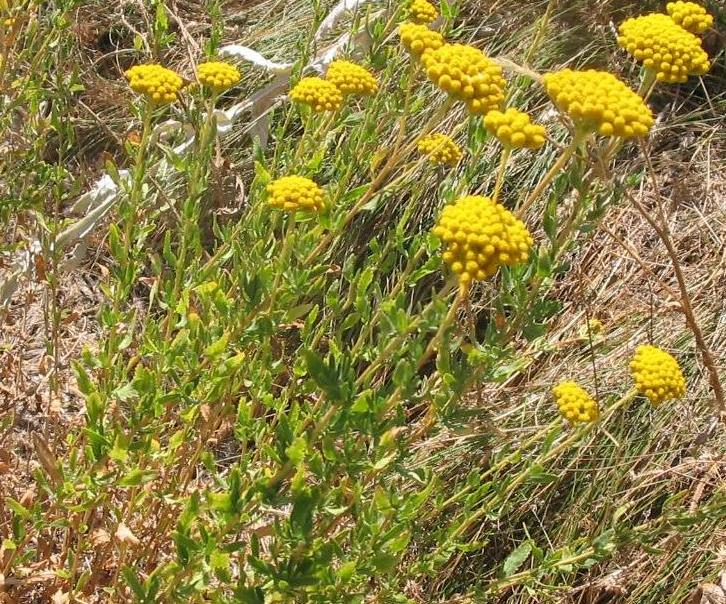
Il portamento
Achillea_ageratum

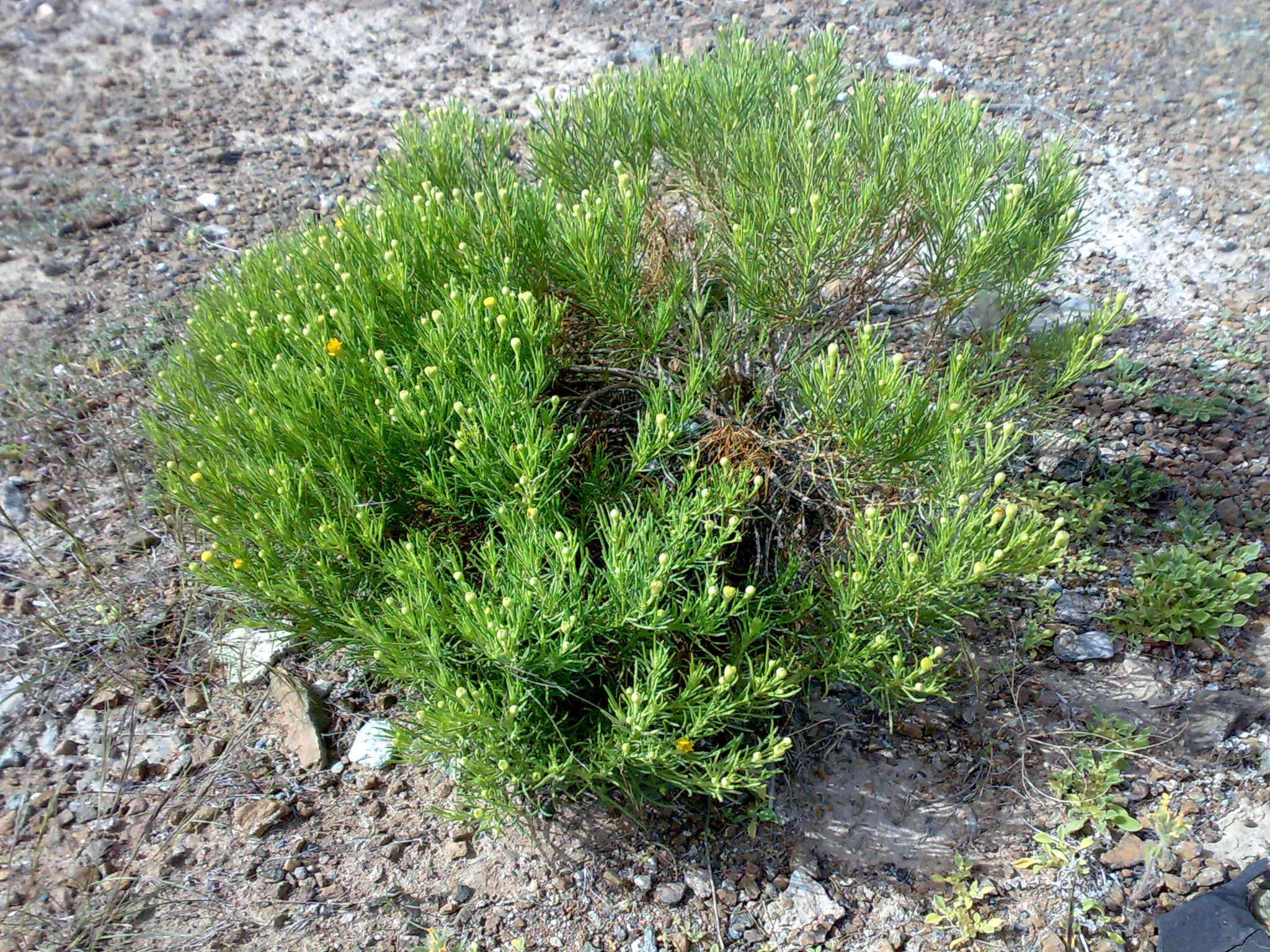
Le foglie
Matricaria aurea

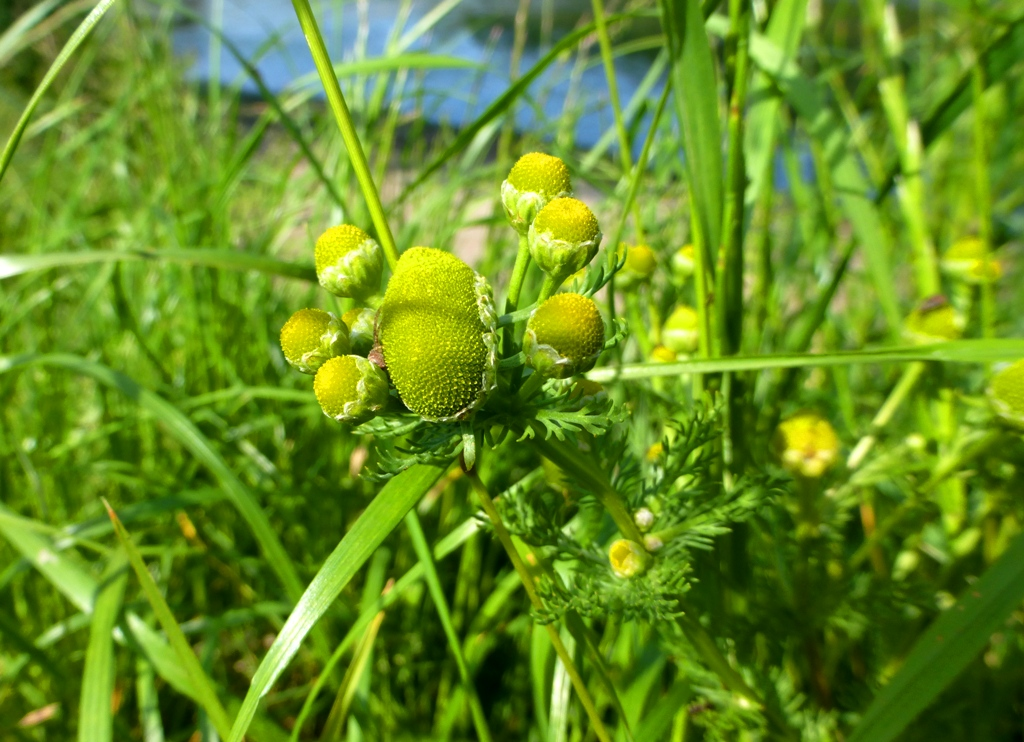
Infiorescenza
Matricaria discoidea

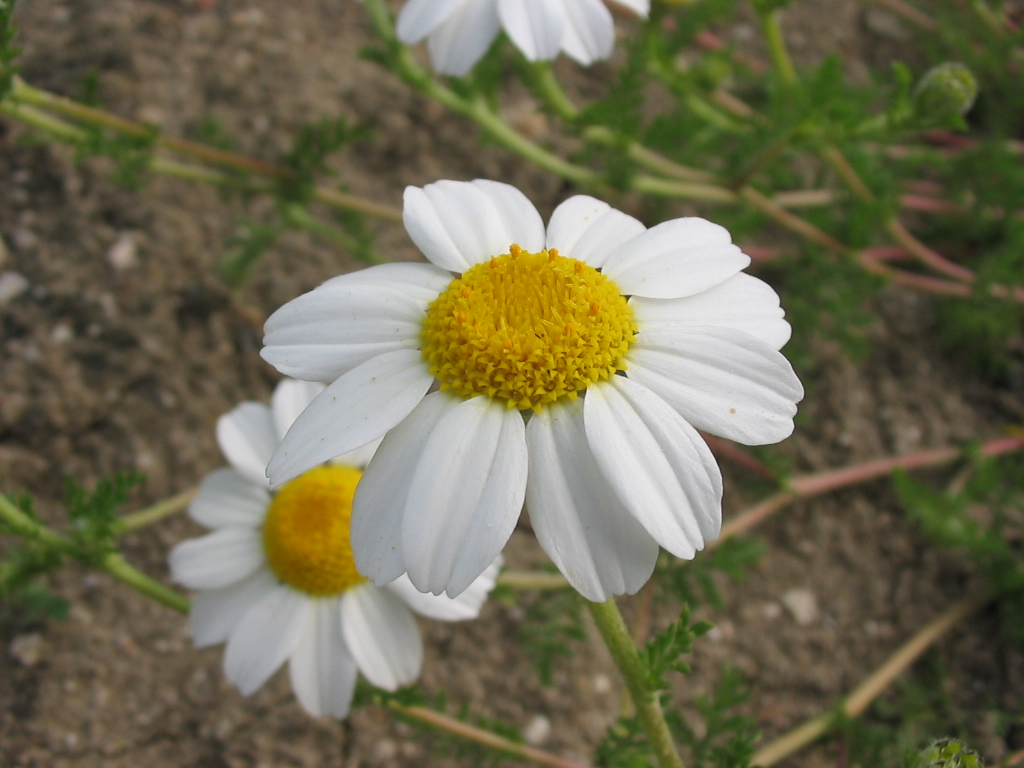
I fiori
Anacyclus_clavatus

Portamento. Le specie di questa sottotribù sono di tipo subarbustivo oppure erbeceo annuali con indumento a peli basifissi e/o medifissi.
Fusto. La parte aerea in genere è eretta, semplice o ramosa. 
Foglie. Le foglie sono o raccolte in rosette basali (Heliocauta), oppure disposte lungo il fusto in modo alterno. La lamina è 4-pennatosetta (raramente è intera).
Infiorescenza. Le sinflorescenze sono formate da capolini solitari o raccolti in modo corimboso denso o lasso. Le infiorescenze vere e proprie sono composte da un capolino terminale peduncolato di tipo radiato, disciforme o discoide, normalmente con fiori eterogami (raramente omogami). I capolini sono formati da un involucro, con forme emisferiche, cilindriche o obconiche, composto da diverse brattee, al cui interno un ricettacolo fa da base ai fiori di due tipi: fiori del raggio e fiori del disco. Le brattee, piatte e a consistenza erbacea (scariose ai margini), sono disposte in modo più o meno embricato su più serie (da 2 a 3). Il ricettacolo è piatto (o piano-convesso), emisferico o conico ed è sprovvisto (oppure provvisto) di pagliette a protezione della base dei fiori. In alcuni casi i capolini sono subsessili.
Fiori.  I fiori sono tetra-ciclici (formati cioè da 4 verticilli: calice – corolla – androceo – gineceo) e pentameri (calice e corolla formati da 5 elementi). Si distinguono in:
- fiori del raggio (esterni): sono femminili e sono disposti su una serie; la forma è ligulata (zigomorfa); a volte possono mancare o essere sterili;
- fiori del disco (centrali): sono più numerosi con forme brevemente tubulose (attinomorfe); sono ermafroditi (o funzionalmente maschili).

- Formula fiorale:

*/x K {\displaystyle \infty }, [C (5), A (5)], G 2 (infero), achenio
- Calice: i sepali del calice sono ridotti ad una coroncina di squame.

- Corolla:

- fiori del raggio: la forma della corolla alla base è più o meno tubulosa-imbutiforme, mentre all'apice è ligulata; la ligula può terminare con alcuni denti; il colore è bianco, bianco con base gialla, giallo o rosato;
- fiori del disco: la forma della corolla è tubulare bruscamente divaricata in 5 lobi (4 – 5 lobi in Matricaria) ed è lievemente zigomorfa in quanto due lobi sono più larghi degli altri; i lobi, patenti o eretti, hanno una forma deltata o più o meno lanceolata; il colore può essere giallo o raramente biancastro o rossastro.

- Androceo: l'androceo è formato da 5 stami (alternati ai lobi della corolla) sorretti da filamenti generalmente liberi con un collare a forma di balaustra; gli stami sono connati e formano un manicotto circondante lo stilo. Le antere possono essere sia di tipo basifissa che medifissa (ossia attaccate al filamento per la base – nel primo caso; oppure in un punto intermedio – nel secondo caso).[13] Questa caratteristica ha valore tassonomico in quanto distingue i generi gli uni dagli altri. Il tessuto endoteciale (rivestimento interno dell'antera) non è polarizzato. Il polline è sferico con un diametro medio di circa 25 micron;  è tricolporato (con tre aperture sia di tipo a fessura che tipo isodiametrica o poro) ed è echinato (con punte sporgenti).

- Gineceo: l'ovario è infero uniloculare formato da 2 carpelli. Lo stilo (il recettore del polline) è profondamente bifido (con due stigmi divergenti) e con le linee stigmatiche marginali separate o contigue. I due bracci dello stilo hanno una forma troncata e possono essere papillosi o ricoperti da ciuffi di peli.

Frutti. I frutti sono degli acheni a forma ob-ovoide con 3 – 5 deboli coste longitudinali e 2 più evidenti (ali); in alcuni casi sono dorsoventralmente piatti. L'apice è arrotondato con una stretta coroncina. Il pericarpo può possedere alcune cellule mucillaginifere, a volte sono presenti dei dotti resinosi longitudinali (Achillea e Heliocauta).

## Biologia
Impollinazione: l'impollinazione avviene tramite insetti (impollinazione entomogama tramite farfalle diurne e notturne).

Riproduzione: la fecondazione avviene fondamentalmente tramite l'impollinazione dei fiori (vedi sopra).

Dispersione: i semi (gli acheni) cadendo a terra sono successivamente dispersi soprattutto da insetti tipo formiche (disseminazione mirmecoria). In questo tipo di piante avviene anche un altro tipo di dispersione: zoocoria. Infatti gli uncini delle brattee dell'involucro (se presenti) si agganciano ai peli degli animali di passaggio disperdendo così anche su lunghe distanze i semi della pianta. Inoltre per merito del pappo (se presente) il vento può trasportare i semi anche a distanza di alcuni chilometri (disseminazione anemocora).

## Distribuzione e habitat
Le specie di questo gruppo sono distribuite soprattutto nell'emisfero boreale con habitat per lo più temperati. Nella tabella pià avanti sono indicate in dettaglio le distribuzioni relative ai vari generi della sottotribù.

## Sistematica
La famiglia di appartenenza di questa voce (Asteraceae o Compositae, nomen conservandum) probabilmente originaria del Sud America, è la più numerosa del mondo vegetale, comprende oltre 23.000 specie distribuite su 1.535 generi, oppure 22.750 specie e 1.530 generi secondo altre fonti (una delle checklist più aggiornata elenca fino a 1.679 generi). La famiglia attualmente (2021) è divisa in 16 sottofamiglie; la sottofamiglia Asteroideae è una di queste e rappresenta l'evoluzione più recente di tutta la famiglia.

### Filogenesi
Il gruppo di questa voce è descritto nella tribù Anthemideae, una delle 21 tribù della sottofamiglia Asteroideae). Da un punto di vista filogenetico, la tribù Anthemideae fa parte del supergruppo (o sottofamiglia) "Asteroideae grade"; l'altro è il supergruppo "Non-Asteroideae" contenente il resto delle sottofamiglie delle Asteraceae. All'interno del supergruppo è vicina alle tribù Senecioneae, Calenduleae, Gnaphalieae e Astereae.
In base alle ultime ricerche nella tribù sono stati individuati (provvisoriamente) 4 principali lignaggi (o cladi): "Southern hemisphere grade", "Asian-southern African grade", "Eurasian grade" e "Mediterranean clade". La sottotribù di questa voce è compresa nel clade "Eurasian grade".
L'inserimento in questo gruppo di Matricaria (con conseguente priorità di Matricariinae invece di Achilleinae nella nomenclatura) è supportato da alcune analisi di tipo cladistico, mentre altre analisi lo presentano parafiletico insieme al gruppo della Anthemidinae.  Il cladogramma a lato (estratto dallo studio citato e semplificato) costruito sull'analisi molecolare di alcune specie della sottotribù propone una possibile configurazione filogenetica di questa sottotribù. Questa configurazione filogenetica inoltre non comprende ulteriori studi che hanno dimostrato che il genere Achillea per essere monofiletico deve comprendere anche Leucocyclus e Otanthus.
|  | Anacyclus  |
|  |            |
|  | Heliocauta |
|  |            |

|  | Achillea      |
|  |               |
|  | (Leucocyclus) |
|  |               |
|  | (Otanthus)    |
|  |               |

|  | Anacyclus  |
|  |            |
|  | Heliocauta |
|  |            |

|  | Achillea      |
|  |               |
|  | (Leucocyclus) |
|  |               |
|  | (Otanthus)    |
|  |               |

|  | Anacyclus  |
|  |            |
|  | Heliocauta |
|  |            |

|  | Achillea      |
|  |               |
|  | (Leucocyclus) |
|  |               |
|  | (Otanthus)    |
|  |               |

|  | Anacyclus  |
|  |            |
|  | Heliocauta |
|  |            |

|  | Achillea      |
|  |               |
|  | (Leucocyclus) |
|  |               |
|  | (Otanthus)    |
|  |               |

I caratteri distintivi delle specie di questa sottotribù sono:
- le pagliette del ricettacolo sono sia presenti che assenti;
- il tessuto endoteciale non è polarizzato;
- l'indumento è composto di peli basifissi;
- il pericarpo degli acheni è sottile.

Il numero cromosomico di base è: 2n=18. Alcuni generi sono poliploidi (Achillea e Matricaria).
Tempi di divergenza (milioni di anni - Ma) in base all'"orologio molecolare":
- sottotribù Matricariinae: 3,2 Ma.
- Anacyclus e Heliocauta: 2,7 Ma.
- Matricaria: 2,5 Ma.
- Achillea: 2,3 Ma.

### Composizione della sottotribù
La sottotribù comprende 4 generi e 154 specie.
| Genere                         | N. specie                                                          | Distribuzione                                                             | Caratteri più significativi | Numeri cromosomici          | Fiori |
| ------------------------------ | ------------------------------------------------------------------ | ------------------------------------------------------------------------- | --- | --------------------------- | ----- |
| Matricaria Carl Linnaeus, 1753 | 2                                                                  | Cosmopolita                                                               | L'apice degli acheni si presenta con una piccola corona o delle auricole. - Gli acheni hanno 5 principali coste. - Le coste laterali contengono dei canali resiniferi | 2n = 18 (specie poliploidi) |       |
| Achillea L., 1753              | 138                                                                | Queste piante sono proprie delle regioni temperate dell'emisfero boreale. | Il portamento di queste piante è erbaceo perenne o subarbustivo. - I capolini sono piccoli. - Gli acheni, con uno spesso pericarpo, hanno 2 coste laterali e 5 canali resinosi. | 2n = 18 (specie poliploidi) |       |
| Anacyclus L., 1753             | 9                                                                  | Areale del Mediterraneo                                                   | Le foglie sono pennate. - Le pagliette del ricettacolo sono rombo-acuminate. - La base della corolla dei fiori del disco è saccata (profondamente concava). - Gli acheni sono dorsoventralmente piatti. - Gli acheni sono provvisti di due ali laterali (senza addizionali coste). | 2n = 18                     |       |
| Heliocauta Humphries, 1977     | Una specie: Heliocauta atlantica (Litard. & Maire) Humphries, 1977 | Marocco                                                                   | Il portamento della specie è perenne. - L'indumento consiste in peli basifissi. - Il pericarpo possiede delle sacche di resina. | 2n = 18                     |       |

(*) include: Leucocyclus Boiss. (1 sp.) e Otanthus Hoffmanns. & Link  (1 sp.)

### Generi della flora spontanea italiana
Nella flora spontanea italiana sono presenti i seguenti generi di questo gruppo:
Achillea (22 specie)
- Achillea ageratum L.
- Achillea atrata  L.
- Achillea barrelieri  (Ten.) Sch.Bip.
- Achillea clavennae  L.
- Achillea crithmifolia  Waldst. & Kit.
- Achillea distans  Waldst. & Kit. ex Willd.
- Achillea erba-rotta  All.
- Achillea filipendulina  Lam.
- Achillea ligustica  All.
- Achillea macrophylla  L.
- Achillea maritima  (L.) Ehrend. & Y.P.Guo
- Achillea millefolium  L.
- Achillea nana  L.
- Achillea nobilis  L.
- Achillea oxyloba  (DC.) Sch.Bip.
- Achillea pannonica  Scheele
- Achillea ptarmica  L.
- Achillea roseoalba  Ehrend.
- Achillea rupestris  Huter, Porta & Rigo
- Achillea setacea  Waldst. & Kit.
- Achillea tomentosa  L.
- Achillea virescens  (Fenzl) Heimerl

Anacyclus (2 specie)
- Anacyclus radiatus  Loisel. - Camomilla raggiata.
- Anacyclus clavatus  (Desf.) Pers. - Camomilla tomentosa.